# Westville (Nova Escócia)
Westville é um município localizado na província da Nova Escócia, no leste do Canadá.  Sua população é de 3.628 habitantes.